# Hoại thư
Hoại thư (tiếng Anh: gangrene) là một dạng chết mô (hoại tử) trên lâm sàng do mất nguồn cung cấp máu cho một vùng mô lớn. Hoại thư là một tình trạng nghiêm trọng và có khả năng đe dọa tính mạng. Khi hoại tử xảy ra do các yếu tố ngoại lai đối với mô hay tế bào như sau một pha chấn thương hoặc nhiễm trùng, từ đó gây ra sự tiêu hủy không kiểm soát các thành phần tế bào. Hoại tử không điều trị dẫn đến tích tụ mô chết đang phân hủy và một dạng điển hình trong đó là hoại thư.
Yếu tố nguy cơ bao gồm bệnh đái tháo đường, hút thuốc lá lâu ngày, bệnh mạch máu ngoại biên, chấn thương nặng, nghiện rượu, HIV/AIDS, bỏng lạnh, hội chứng Reynaud, tổn thương do xạ, tăng natri máu, và một số các tác nhân nhiễm trùng.
Có nhiều loại hoại thư khác nhau, như hoại thư khô, hoại thư hóa ướt, hoại thư sinh hơi, hoại thư nội tạng và hoại thư Fournier là một thể của viêm cân mạc hoại tử.
Chữa trị có thể cần mổ để loại bỏ mô chết, kháng sinh để chữa nhiễm trùng, và các biện pháp đối phó với nguyên nhân gây bệnh. Các biện pháp loại bỏ mô chết bao gồm mổ cắt lọc (hoặc trong trường hợp nghiêm trọng, phẫu thuật cắt bỏ) phần bị ảnh hưởng hoặc liệu pháp giòi. Các phương án điều trị bệnh nền bao gồm phẫu thuật mạch máu (mổ tạo hình mạch máu hoặc bắc cầu mạch máu), hoặc liệu pháp oxy bội áp.